# Увац (Рудо)
Увац је насељено мјесто у општини Рудо, Република Српска, БиХ. Према попису становништва из 1991. у насељу је живјело 515 становника.

## Географија
Насеље се налази на крајњим југозападним падинама планине Златибор, у близини ријеке Увац.

## Становништво
Према попису становништва из 1991. године, мјесна заједница Увац је имала 604 становника, и обухватала је села Увац и Књегиња.
| Националност (мјесна заједница) | 1991.     |
| Срби                            | 593 (98%) |
| Југословени                     | 5 (1%)    |
| Муслимани                       | 3 (0%)    |
| остали и непознато              | 3 (0%)    |
| укупно                          | 604       |

| Демографија | Демографија | Демографија |
| Година      | Становника  | Становника  |
| ----------- | ----------- | ----------- |
| 1991.       | 515         |             |